# Гёте, Катарина Элизабет
Катарина Элизабет Гёте (нем. Catharina Elizabeth Goethe; урождённая Текстор; 19 февраля 1731, Франкфурт-на-Майне — 13 сентября 1808, Франкфурт-на-Майне) — мать Иоганна Вольфганга фон Гёте. Она была также известна под своим прозвищем «госпожа Ая», а также как «госпожа советница» по титулу мужа.

## Биография
Катарина Элизабет Гёте родилась 19 февраля во Франкфурте-на-Майне в семье городского старшины Иоганна Вольфганга Текстора (1693—1771) и его жены Анны Маргареты Текстор (урождённой Линдхаймер; 1711—1783), дочери юриста Корнелиуса Линдхаймера (1671—1722) и его жены Элизабет Катарины Линдхаймер (урождённой Сейп; 1680—1759). Она была старшим ребёнком в семье, позже у неё на свет появились братья и сёстры: Иоганна Мария Мельбер (1734—1823), вышедшая замуж за купца Георга Адольфа Мельбера (1725—1780), Анна Мария Старк (1738—1794), вышедшая замуж пастора Иоганна Якоба Старка (1730—1796), который был сыном лютеранского богослова Иоганна Фридриха Старка (1680—1756), политик, мировой судья и младший мэр имперского города Франкфурта-на-Майне Иоганн Йост Текстор (1739—1792) и Анна Кристина Шулер (1743—1809), вышедшая замуж за полковника и городского коменданта Георга Генриха Корнелиуса Шулера (1730—1810), который был сыном её тёти Хелены Катарины Сюзанны Линдхаймер (1699—1787) от второго брака с директором юридической фирмы Вельтерсбурга Генрихом Давидом Иммануилом Готхардом фон Шулером (1684—1750). Среди её троюродных братьев и сестёр был гофмаршал и барон Иоганн Йост фон Лоэн (1737—1803), который был женат на немецкой принцессе из дома Асканиев Генриетте Екатерине Ангальт-Дессауской и был отцом барона Фридриха фон Лоэна (1787—1868), ставшего маршалом при дворе в Дессау. Среди её предков были юрист и архивист Иоганн Вольфганг Текстор-старший (1638—1701) и гебраист и евангелическо-лютеранский богослов Иоганнес Штюбер (1590—1643) и выдающийся немецкий художник XVI века Лукас Кранах Старший (1472—1553). Тексторы (латинизированное слово Вебер) были выходцами из земли Гогенлоэ и проживали во Франкфурте на протяжении двух поколений. Назначенный действительный имперским советником в 1743 году, он стал имперским, городским и придворным советником в 1747 году. Это был высший государственный пост, который должен был занять город.
Она не получила всестороннего образования. 20 августа 1748 года 17-летняя Катарина Элизабет вышла замуж за действительного имперского советника Иоганна Каспара Гёте (1710—1782), которому тогда было 38 лет, в садовом домике дяди Иоганна Михаэля фон Лоэна (1694—1776), расположенном недалеко от города на северном берегу Майна. Церемонию бракосочетания совершил священник церкви Святой Екатерины Иоганн Филипп Фрезениус. Старший сын, Иоганн Вольфганг, которого она называла «Гансом-баловнем», родился 28 августа 1749 года. Герцогиня Анна Амалия Брауншвейгская в переписке с Катариной Элизабет Гёте также использовала это прозвище в отношении её сына. За Иоганном Вольфгангом последовали ещё пятеро детей, из которых только Корнелия, родившаяся в 1750 году, достигла совершеннолетия.
Катарину Элизабет Гёте описывают как остроумную и добросердечную женщину. В более чем 400 сохранившихся письмах она проявляла остроумие и самоуверенность. Она поддерживала многочисленные дружеские отношения, например, с Беттиной фон Арним, и была центром гостеприимной семьи. Она получила прозвище «госпожа Ая» в честь матери четверых сыновей Эмона из одноимённой народной книги. Это прозвище сохранилось за ней на протяжении всей её жизни. Сама она писала подруге Шарлотте фон Штейн в 1785 году: «Хотя у меня есть благодать от Бога, что ни одна человеческая душа ещё не ушла от меня обиженной — каким бы сословием, возрастом и полом она ни была — Я очень люблю людей».
Скончалась 13 сентября 1808 года на 78-м году жизни, она была похоронена во Франкфурте при церкви Святого Петра в семейной гробнице Тексторов. Её могила сейчас находится на территории двора школы Богоматери. В 1876 году первая во Франкфурте школа-пансион для девочек была названа в её честь Елизаветинской школой.